# Jacques Songy
Jacques Songy (Châlons-en-Champagne, 12 juin 1924 - Reims, 26 juillet 2008) est un résistant français.
Membre du groupe Melpomène, Jacques Songy n'a pas vingt ans lorsqu'il est arrêté par la Gestapo à Mairy-sur-Marne. Après une incarcération à Châlons-sur-Marne, il sera déporté au Struthof, puis à Dachau en septembre 1944.
Il est le père de Jean-Marie Songy, directeur pendant 24 ans (1994-2018) du festival international de théâtre de rue d’Aurillac.

## Publication
Jacques Songy raconte sa vie dans les camps au travers de son livre fortes impressions de Dachau, illustré par André Binois. 